# Luparense Calcio a 5 2017-2018
Questa pagina raccoglie i dati riguardanti la Luparense Calcio a 5, squadra di calcio a 5 militante in serie A, nelle competizioni ufficiali del 2017-2018.

## Trasferimenti

### Sessione estiva
| Betão          | Joinville       |
| Fabio Drago    | Castello        |
| Jefferson      | Benfica         |
| Luca Leofreddi | Isola           |
| Victor Mello   | Banco do Brasil |
| Rafinha        | Al-Qadsiya      |
| José Revert    | Imola           |

| Edgar Bertoni    | Pescara      |
| Alan Brandi      | Jaén         |
| Wellington Coco  | Pescara      |
| Adriano Foglia   | Petrarca     |
| Mancuso          | Maritime     |
| Luca Morassi     | CAME Treviso |
| Roberto Tobe     | Peñíscola    |
| Altre operazioni |              |
| Dragan Kovačević | Altamarca    |
| Mohamed Khouch   | Altamarca    |

### Sessione invernale
| Borja Blanco | Segovia    |
| Jesulito     | Real Rieti |
| Roberto Tobe | Peñíscola  |

| Betão       | Real Rieti            |
| Fabio Drago | Pro Patria San Felice |
| José Revert | Italservice           |

## Organico

### Prima squadra
| N° | Naz.                 | Ruolo      | Sportivo           | Anno     |  |  |
| -- | -------------------- | ---------- | ------------------ | -------- |  |  |
| 1  | Italia (bandiera)    | POR        | Michele Miarelli   | 29.04.84 |  |  |
| 2  | Italia (bandiera)    | LAT        | Fabio Drago        | 16.06.89 |  |  |
| 3  | Spagna (bandiera)    | LAT        | Borja Blanco       | 16.11.84 |  |  |
| 4  | /                    | DIF        | Roberto Tobe       | 14.07.84 |  |  |
| 5  | Serbia (bandiera)    | LAT        | Aleksandar Đurić   | 21.01.96 |  |  |
| 6  | /                    | LAT        | Ramon Bueno Ardite | 27.09.84 |  |  |
| 7  | Argentina (bandiera) | LAT        | Matías Lara        | 07.03.86 |  |  |
| 8  | Spagna (bandiera)    | LAT        | Borja Blanco       | 16.11.84 |  |  |
| 9  | /                    | LAT        | Humberto Honorio   | 21.07.83 |  |  |
| 10 | Spagna (bandiera)    | LAT        | José Revert        | 22.01.85 |  |  |
| 10 | Spagna (bandiera)    | PIV        | Jesulito           | 21.11.89 |  |  |
| 11 | Brasile (bandiera)   | LAT        | Rafinha            | 03.06.88 |  |  |
| 12 | Brasile (bandiera)   | PIV        | Betão              | 02.09.78 |  |  |
| 13 | Italia (bandiera)    | POR        | Luca Leofreddi     | 24.09.80 |  |  |
| 14 | Argentina (bandiera) | DIF        | Pablo Taborda      | 13.07.86 |  |  |
| 18 | Brasile (bandiera)   | DIF        | Victor Mello       | 03.09.88 |  |  |
| 23 | Brasile (bandiera)   | LAT        | Jefferson          | 02.07.89 |  |  |
|    | Spagna (bandiera)    | Allenatore | David Marín        | 01.02.71 |  |  |

### Under-19
| N° | Naz.              | Ruolo | Sportivo               | Anno     |  |  |
| -- | ----------------- | ----- | ---------------------- | -------- |  |  |
| 16 | Italia (bandiera) | LAT   | Naim Moufaddal         | 03.03.99 |  |  |
| ?  | Italia (bandiera) | POR   | Andrea Etilendi        | 01.06.98 |  |  |
| ?  | Italia (bandiera) | LAT   | Daniel George Grigoras | 28.01.97 |  |  |
| ?  | Italia (bandiera) | LAT   | Lorenzo Longobardo     | 14.04.99 |  |  |
| ?  | Italia (bandiera) | LAT   | Matteo Marin           | 17.11.99 |  |  |
| ?  | Italia (bandiera) | UNI   | Marco Pavanetto        | 25.04.98 |  |  |
| ?  | Italia (bandiera) | LAT   | Alberto Serafini       | 25.08.99 |  |  |